# K9 Thunder
De K9 Thunder is een Zuid-Koreaanse 155mm-pantserhouwitser ontwikkeld door Samsung Techwin voor de Zuid-Koreaanse landmacht. Hij werd ontwikkeld ter aanvulling van de K55-pantserhouwitser, de belangrijkste van de Zuid-Koreaanse landmacht. K9-houwitsers opereren in groepen met de K10-munitiebevoorradingsvoertuigen.